# 陈弘绪
陈弘绪（1597年—1665年），字士业，号石庄，南昌新建縣人，明末清初文学家、史学家、藏书家。

## 生平
陳弘绪出身于官宦家庭，自幼受到良好的家庭教育，曾随其父至各地收集典籍。后承父荫为诸生，出任官职，有政绩。入清后屡荐不仕，隐居章江之畔，辑《宋遗民录》。工于诗文，与贺贻孙、徐巨源、万茂先、曾尧臣等结社豫章，崇尚欧阳修、曾巩的文风，是当时知名的文人。精通史书，在方志、考古方面也有建树，代表性著作如《江城名迹录》、《南昌邑乘》等。一生著述丰厚，涉猎广泛，有《士业全集》十六卷。

## 家族
父陳道亨。